# Fontana della Barcaccia

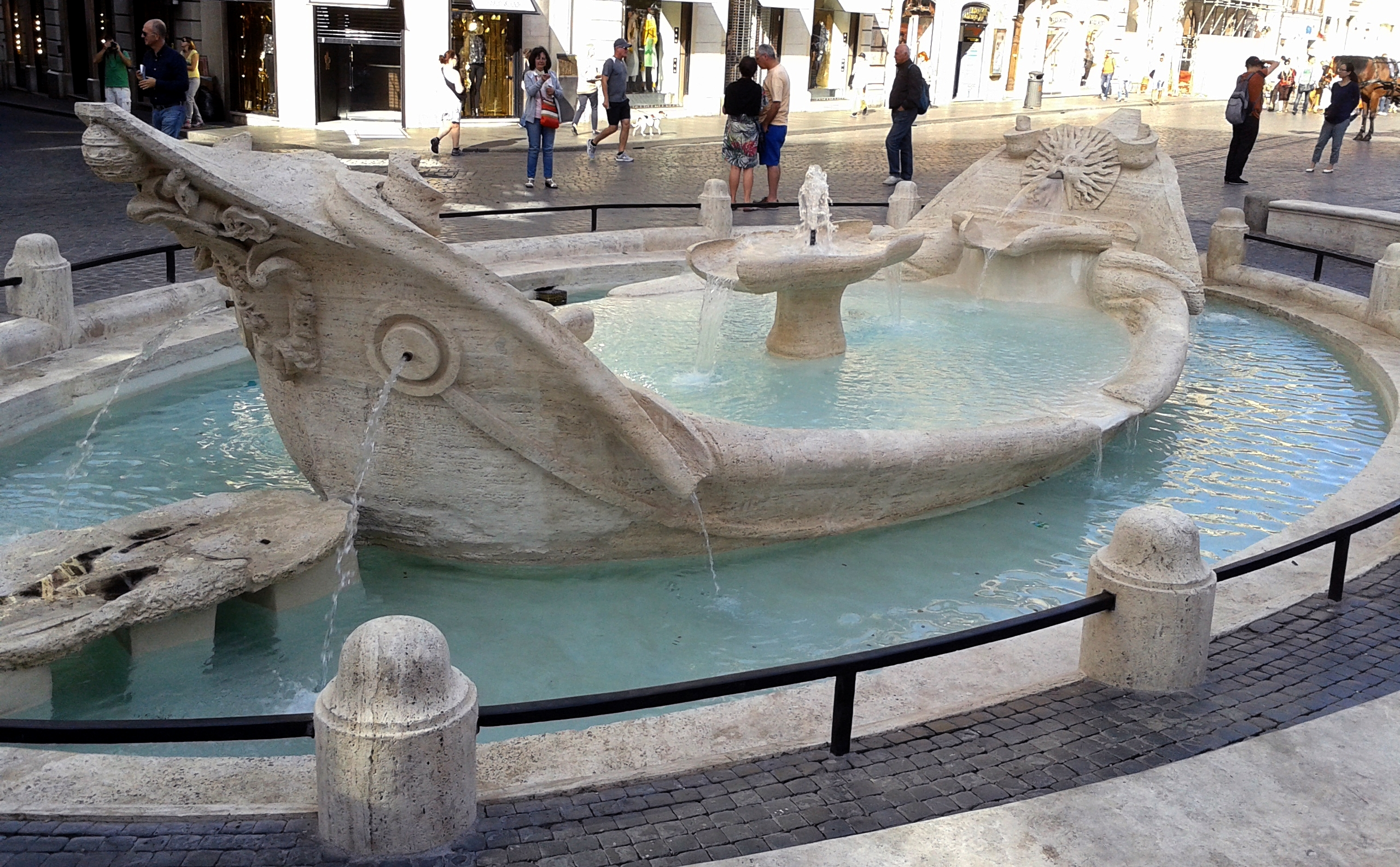
Fontana della Barcaccia.

Fontana della Barcaccia är en fontän i Rom, belägen på Piazza di Spagna vid foten av Spanska trappan. Den utfördes 1627–1629 av skulptören Pietro Bernini. Han assisterades av sin son Giovanni Lorenzo.
Fontänen är utformad som en vattenfylld båt som ser ut att ha strandat. Barcaccia betyder ungefär "värdelös båt". Enligt en tradition går detta tillbaka på Tiberns svåra översvämning år 1598, då en båt skall ha gått på grund vid foten av Pincio.
Stilistiskt är fontänen utförd i ett senmanieristiskt formspråk med sina överdimensionerade former. Bina och solarna, som smyckar fontänen, kommer från beställaren påven Urban VIII Barberinis heraldiska vapen.
Fontana della Barcaccia är en omtyckt mötesplats i Rom.